# Contea di Fuping
La contea di Fuping (阜平县S, FùpíngP) è una contea della Cina, situata nella provincia di Hebei e amministrata dalla prefettura di Baoding.